# Houria Aouimeur
Houria Aouimeur-Milano (ou Houria Aouimeur), née en 1971, est une juriste et une lanceuse d'alerte française.
Elle a été directrice des affaires sociales de la « délégation Unédic-AGS » en 2012 ; puis directrice générale de sa branche conseil ; puis directrice nationale (à partir de 2018) du régime de la DUA-AGS (ou régime AGS, qui est l'organisme privé patronal chargé, en France, de garantir les salaires des employés des entreprises placées en redressement ou en faillite et liquidation judiciaire ; l'AGS a été décidé par la loi fin 1973 et créé en 1974. C'est une association loi 1901, cogérée par l'Unédic et le Medef, qui doit gérer le fruit d'une cotisation patronale d'environ 1,5 milliard d'euros par an, devant servir à verser les salaires d'employés d'entreprises en difficulté ou en liquidation, versement qui se fait par l'intermédiaire de « mandataires judiciaires ».
Houria Aouimeur-Milano, a fait état, en 2019, de soupçons, étayés par un audit, de détournements de fonds publics, possiblement à hauteur de plusieurs milliards d'euros. Cette révélation lui a valu de nombreuses pressions internes et externes, ainsi qu'un licenciement (en février 2023) qu'elle juge abusif.

## Lanceuse d'alerte
Fin 2018, Houria Aouimeur-Milano est nommée directrice de la Délégation Unédic-AGS (dite DUA) par Geoffroy Roux de Bézieux (alors patron du Medef). Au sein de « Association pour la gestion du régime de garantie des créances des salariés (AGS, association régie par la loi du 1er juillet 1901, créée en application de l’article L. 3253-14 du code du travail ; habilitée à recevoir des cotisations patronales obligatoires au titre des articles L. 3253-6, L. 3253-14 et L. 3253-18 du code du travail) » ne siègent que des représentants de mouvements patronaux – dont ceux du Medef qui y ont une place prépondérante ; Ces représentants doivent garantir que les sommes mises à disposition de « mandataires judiciaires » seront bien redistribuées aux personnels des entreprises insolvables concernés. Les opérations concrètes, sont effectuées par la délégation Unédic AGS (DUA), qui est un « établissement » de l'Unédic, l'association chargée de gérer l'assurance-chômage. Dès son arrivée, elle a connaissance de rumeurs de malversations, et constate que des fortes sommes (des avances correspondant jusqu'à 7,5 milliards d'euros) étaient anormalement classées en perte. Elle alerte donc sa hiérarchie et sollicite un audit de prise de fonction. Durant son mandat de directrice, Houria Aouimeur-Milano a observé et dénoncé de graves irrégularités et ce qu'elle a considéré être des détournements de fonds — estimés à plusieurs milliards d'euros — au sein de l'AGS.
Après quelques mois, un rapport de la Cour des comptes dénonce également des « ambiguïtés » dans le régime de garantie des salaires, et une « forte dépendance » à l'égard des mandataires judiciaires… alors que cinq ans plus tôt, un arrêt de 2015 de la « Cour de discipline budgétaire et financière » de la Cour des comptes avait déjà constaté (suite à une communication du 25 avril 2012 de présidente de la cinquième chambre de la Cour des comptes informant le procureur général près la Cour des comptes, ministère public près la Cour de discipline budgétaire et financière, de la décision de déférer à la Cour de discipline budgétaire et financière « des faits laissant présumer l’existence d’irrégularités dans la gestion administrative, financière et comptable de l’Association pour la gestion du régime d’assurance des créances des salariés (A.G.S.), intervenues au cours des exercices 2005 à 2009 »), révélant des manquements aux règles internes, et appelant à un renforcement des contrôles pour garantir la transparence.
Au sein de l'AGS, le rapport d'audit (baptisé « projet Albatros ») commandé par Houria Aouimeur à son entrée en fonction, confié au cabinet Ernst & Young (EY), met en évidence des anomalies pouvant engager la responsabilité de Thierry Météyé (le précédent directeur de la DUA, resté en poste durant 37,5 ans) : il lui est – notamment – reproché d'avoir attribué de façon « massive et anormale » des dossiers à une même avocate, ce qui lui vaut d'être placé à la retraite, puis licencié pour faute lourde (il assure de son côté avoir exercé la « mission sociale » qui était la sienne avec « rigueur, loyauté et transparence ».). Deux autres personnes sont mises en cause : Béatrice Veyssière, alors responsable du service juridique de l'Agence ; et l'avocate Valérie Dutreuilh.
S'ensuivent plusieurs plaintes, déposée en février et mars 2019, par diverses parties prenantes, dont le Medef et l'Unédic, pour « vol, corruption et prise illégale d'intérêt » avec en particulier la labellisation par l'agence de mandataires judiciaires « (…) ce qui leur donne droit aux versements automatiques des salaires, sans vérification a priori de la réalité de l'existence des entreprises et de leurs salariés » (ce sont eux qui reçoivent les fonds destinés aux salariés),. Et des soupçons de malversations sont alors émis à l'encontre de plusieurs administrateurs judiciaires et mandataires judiciaires, qui auraient aussi été impliqués dans des malversations en lien avec l'ancienne direction de la DUA. Un haut responsable patronal, affirme alors qu'« on ne sait pas où est allé l'argent ».
Un second audit est commandé, cette fois au cabinet Advolis qui doit trouver ce que sont devenus plusieurs dizaines, voire des centaines, de millions d'euros disparus après avoir été confiés aux mandataires judiciaires en 5 ans (de 2013 et 2018) ; Advolis conclut que les pertes pourraient atteindre plus de 7 milliards. Une seconde série de plaintes est déposée le 15 octobre 2019 par le Medef, l'Unédic, la DUA, et d'autres parties prenantes ; elle évoque de possibles pertes annuelles de « 1,5 milliard d'euros » et la responsabilité de nombreux mandataires judiciaires : lors des liquidations d'entreprises en faillite, ils pourraient avoir conservé dans leurs études une partie des avances qui auraient du être versées aux salariés. Une instruction est ouverte au parquet de Paris pour « faux et abus de confiance », confiée au juge d'instruction parisien Vincent Lemonier,.
Puis en 2022, après que l'Unédic ait fait examiné « les frais de fonctionnement » de la DUA par un audit qui a conclu qu'ils étaient anormalement élevés (frais de taxis, de restauration…), deux nouvelles expertises sont lancées, dont l'une, faite par le cabinet PwC a conclu que Mme Aouimeur-Milano, pour de plusieurs contrats passés à des prestataires, n'aurait pas respecté les obligations relatives à la passation des marchés publics, ce qui a justifié la décision de l'Unédic de licencier sa directrice… « alors qu'aucune pièce du dossier n'établit une telle accusation ».
Le journal Le Monde rapporte que les avocats de Houria Aouimeur dénoncent alors un audit établi « sans contradictoire », et dont le contenu n'a pas été communiqué à leur cliente, ce qui leur laisse penser qu'il s'agit d'un nouveau rapport sur commande « On veut ainsi lui faire payer les actions en justice qu'elle a engagées et l'alerte qu'elle a lancée. Les griefs retenus contre elle ne tromperont personne sur la réalité des motifs qui ont conduit à cette mesure d'élimination » affirment-ils. Elle porte plainte contre l'Unédic et son directeur Christophe Valentie pour « harcèlement, menaces, etc. ».
Cette révélation fait d'elle une lanceuse d'alerte en matière de corruption et de dysfonctionnements de la protection sociale. Selon Le Monde et Le Nouvel Obs, elle fait l'objet de menaces, d'intimidations, de filatures et d'écoute de ses conversations qui l'ont conduit à un burn-out et à être protégée par un garde du corps.
À la suite de ces révélations, et dans un contexte marqué par d'importantes pressions, questions et controverses médiatiques, alors que la CPME (organisation patronale alors dirigée par François Asselin) se désolidarise du Medef et claque la porte du conseil d'administration de l'AGS, y retirant ses sept représentants au motif de leur mise à l'écart des décisions émanant de l'Unédic et du Medef, Houria Aouimeur, en mars 2023, est accusée par son employeur de n'avoir pas respecté les obligations relatives à la passation des marchés publics a été sanctionnée par un licenciement pour « graves manquements » (le Medef, après l'avoir soutenue, lui reproche maintenant un train de vie dispendieux, des prestations de service conclues au mépris des règles… ; selon Le Nouvel Obs, « elle se voit contrainte de se justifier dans un délai de 48 heures, par le biais de mails comminatoires : "Je te rappelle que je suis ton supérieur" lui écrit, le vendredi 9 décembre 2022, Christophe Valentie, "ton attitude te place dans une situation d'insubordination. Si mes demandes ne sont pas satisfaites lundi, j'en tirerai toutes les conséquences". Houria Aouimeur fournit alors les documents réclamés. "Ils attestent que les frais professionnels sont 40 % moins élevés sous sa direction que sous celle de son prédécesseur", assure son avocat William Bourdon. Depuis janvier, un nouvel audit a encore été demandé. "Alors qu'Houria Aouimeur œuvre pour le bien public, on pinaille sur des notes de taxis qu'elle a été obligés d'utiliser pour sa protection, tempête l'avocat. Clairement, on veut la faire taire" ». Elle porte plainte pour « harcèlement moral » en précisant avoir été ciblée par sa hiérarchie précisément après qu'elle ait pour la première fois détaillé au juge d'instruction qui l'avait convoquée — le 26 octobre 2022 — les « infractions financières » qu'elle avait mis au jour « (…) susceptibles d'être imputées à des responsables de premier plan de différentes institutions ».
Elle conteste son licenciement, affirmant — via ses avocats —, qu'il s'agit d'un acte de « représailles ». Elle conteste cette sanction devant les Prud'hommes de Paris, et demande la reconnaissance officielle de son statut de lanceuse d'alerte. Huit mois plus tard, Houria Aouimeur-Milano est déboutée de sa demande de reconnaissance de statut de lanceuse d'alerte.
Au même moment, en se basant sur l'arrêt Société Ets Audis rendu par la chambre commerciale de la Cour de cassation le 7 juillet 2023, Stéphane Vernac du « Centre de recherches critiques sur le Droit » de l'université Jean-Monnet, dans la « Revue de droit du travail » se demande si l'AGS est devenue « une « cagnotte » utilisée pour avancer le paiement des créances salariales sur simple présentation des relevés des créances par le mandataire quel que soit l'état des fonds disponibles de l'entreprise ».
En mars 2025, elle alerte sur le fait que la situation semble à nouveau se dégrader au sein de la DUA : « L'établissement que je dirigeais n'était pas parfait, mais on pouvait mettre en évidence des anomalies. À présent, on me dit que les moyens de contrôle mis en place sous ma direction ont été supprimés, et les robinets seraient de nouveau ouverts ». En 2023, le média « La lettre » estimait que le numéro deux du Medef Patrik Martin, « qui a bâti son entreprise en reprenant des concurrents en difficulté via l'aide de mandataires judiciaires », surveillait Houria Aouimeur et avait lui-même choisi l'un des cabinets d'audit missionnés, puis collaboré avec René Ricol « dont le rapport sur l'AGS a permis un retour aux anciennes pratiques », en cherchant à faire passer sous silence la dénonciation de détournements faite par la direction de l'AGS.

## Suites
L'une des personnes concernées par l'affaire de l'AGS est Valérie Dutreuilh, avocate au barreau de Paris, spécialiste du Droit des entreprises en difficulté, et notamment des procédures collectives et du « restructuring ». Elle est aussi gérante de la « Société Valérie Dutreuilh Associés » (dédiée au contrôle de gestion et au recouvrement de créance). 
En tant que « collaboratrice Administrateur judiciaire » travaillant autrefois avec l'AGS, elle s'est estimée lésée par la rupture de son mandat par Houria Aouimeur après que cette dernière, en tant que directrice de l'AGS, ait jugé ses honoraires trop élevés.

Dans un premier temps, la cour d'appel de Paris a jugé que ces honoraires étaient fondés, mais le tribunal judiciaire de Paris a ensuite statué que sa rémunération très élevée, accordée par l'ancien directeur, Thierry Météyé, en violation des règles et processus internes.

## Prix, reconnaissance
Le 15 mai 2025, exactement un an après la reconnaissance de son statut de lanceuse d'alerte par la Maison des lanceurs d'alerte (et par la Défenseure des droits, pour avoir dénoncé de possibles malversations financières) lui ont reconnu le statut de lanceuse d'alerte, la Cour d'appel de Paris a examiné l'affaire opposant Houria Aouimeur à son ancien employeur (l'Unédic). La justice doit notamment se prononcer sur son statut de lanceuse d'alerte avec un délibéré annoncé pour le 10 juillet 2025.
Elle a reçu le « Prix éthique » de l'association anticorruption française Anticor, et est soutenue par la Maison des lanceurs d'alerte.